# Arrivo dei pellegrini a Colonia
L'Arrivo dei pellegrini a Colonia, anche noto come Ritorno dei pellegrini a Colonia, è un telero (tempera su tela, 279x254 cm) di Vittore Carpaccio, datato settembre 1490 e conservato nelle Gallerie dell'Accademia di Venezia. Si tratta del primo episodio dipinto per le Storie di sant'Orsola, già nella Scuola di Sant'Orsola a Venezia, ma dal punto di vista dello sviluppo del racconto è il settimo.  

## Descrizione
Secondo le fonti agiografiche seguite da Carpaccio, la cristiana Orsola, figlia del re di Bretagna, accettò di sposare Ereo, principe pagano d'Inghilterra, a patto che questi si convertisse e andasse con lei in pellegrinaggio a Roma. La scena dell'Arrivo dei pellegrini a Colonia mostra Orsola che ritorna nella città tedesca attraversando il Reno con la sua flotta insieme a papa Ciriaco e a diversi prelati, dopo l'attuazione del voto. 

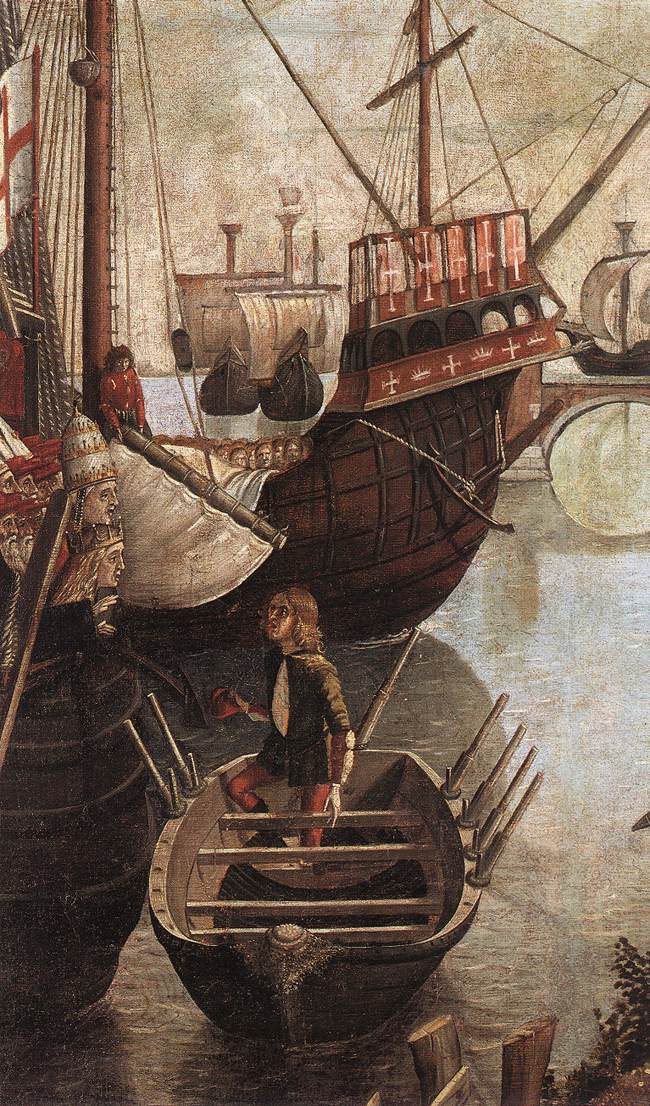
Dettaglio col papa, Sant'Orsola e il barcaiolo

I momenti salienti dell'episodio sono relegati dall'artista ai margini della grande tela. A sinistra c'è infatti l'imbarcazione ammiraglia (scortata da una lunga fila di vascelli del seguito), che ha appena gettato l'ancora: da qui si sporgono il papa col triregno e la bionda Orsola, coronata, che stanno parlando con un barcaiolo per accordarsi circa l'approdo. A destra in primo piano invece  si vedono quattro degli Unni assedianti la città, uno dei quali, l'uomo con la corona sul capo e la barba bianca, è il re in persona, mentre quello più vicino a lui ha appena letto il messaggio che li avverte dell'arrivo dei pellegrini cristiani. In basso al centro, seduto, c'è un altro unno, giovane e biondo, che regge un arco con entrambe le mani: sarà lui a uccidere Orsola nel successivo telero del ciclo.
Il resto della scena è occupato dalla veduta della città fortificata, con la lunga fila di torri difensive e il porto sito su un tratto di mare nel quale si intuisce il respiro di un'ampia distesa d'acqua. I vessilli che sventolano sulle torri, bianco-rossi con tre corone d'oro, sono quelli del sultano Maometto II, che regnava, al tempo di Carpaccio, su Asia, Trebisonda e Grecia: tre regni indicati dalle tre corone. Si tratta di un chiaro riferimento alla situazione attuale che vedeva la famiglia Loredan, principale finanziatrice della confraternita, impegnata nelle lotte contro gli Ottomani.

## Stile
La scena mostra alcune incertezze nel legante prospettico, non improntato a una resa geometrica e unitaria, come accadeva anche nelle opere di un altro famoso pittore di teleri, Gentile Bellini. 
Si leggono però già molte delle qualità che andarono nel tempo a caratterizzare il migliore linguaggio di Carpaccio: il ritmo lento e magicamente sospeso, la luce che indaga con precisione i dettagli, la vitalità del colore, le freschissime vedute di città. L'ambientazione rimanda comunque ai panorami di Venezia, in particolare a un mattino brumoso, magari autunnale. Le torri ricordano infatti quelle dell'antico Arsenale, mentre i riflessi sull'acqua denotano uno studio dal vero condotto con sapiente occhio. 
Moderno è il taglio dell'opera: alcuni dettagli sono tagliati fuori, come il pennone del vascello e l'albero a destra.